# 布萊爾維爾 (紐約州)
布萊爾維爾（英語：Blairville）是位於美國紐約州尼亞加拉縣的非建制地區。

## 地理
布萊爾維爾所處的海拔為高於海平面94米（即308英呎），而該地所採用的時區為UTC-5，即北美东部时区（EST）。同時該地設有夏令時間，為UTC-5調快一小時，即UTC-4（EDT）。